# 高本宣弘
高本 宣弘（たかもと よしひろ、1960年 - ）は、日本の男性アニメーション演出家、アニメーション監督。島根県生まれ。スタジオぎゃろっぷ出身、現在はフリー。

## 参加作品

### 監督作品
1992年
- 地球SOS それいけコロリン（1992年 - 1993年）

1993年
- ドラゴンリーグ（1993年 - 1994年）

1997年
- 新・天地無用!

1998年
- LEGEND OF BASARA
- ロードス島戦記-英雄騎士伝-

1999年
- サイボーグクロちゃん（1999年 - 2001年）

2000年
- へろへろくん（2000年 - 2001年）

2001年
- 仰天人間バトシーラー（2001年 - 2002年）
- めだかの学校

2002年
- フォルツァ!ひでまる
- 円盤皇女ワるきゅーレ 十二月の夜想曲

2003年
- 妄想科学シリーズ ワンダバスタイル

2004年
- こちら葛飾区亀有公園前派出所 ※4代目

2005年
- 円盤皇女ワるきゅーレ 星霊節の花嫁（OVA）

2006年
- 落語天女おゆい
- 砂沙美☆魔法少女クラブシリーズ
- 円盤皇女ワるきゅーレ 時と夢と銀河の宴（OVA）
- ときめきメモリアル Only Love（2006年 - 2007年）

2008年
- 破天荒遊戯
- もえがく★5

2009年
- 07-GHOST

2010年
- おおかみかくし
- Starry☆Sky（Webアニメ）

2011年
- べるぜバブ（ - 2012年）

2013年
- ガイストクラッシャー（2013年 - 2014年）

2017年
- GLAMOROUS HEROES ※総監督

2022年
- VAZZROCK THE ANIMATION

2023年
- お嬢と番犬くん

### 絵コンテ・演出など
1984年
- チックンタックン（演出助手）

1985年
- ルパン三世 PARTIII（絵コンテ・演出）
- タッチ（1985年 - 1987年、演出助手・演出）

1986年
- ハイスクール!奇面組（絵コンテ・演出）

1987年
- TWD EXPRESS ROLLING TAKEOFF（OVA、演出助手）
- 陽あたり良好!（演出）
- アニメ三銃士（1987年 - 1989年、演出）

1988年
- キテレツ大百科（1988年 - 1996年、絵コンテ・演出）

1990年
- ウルトラ・スーパー・デラックスマン（OVA、絵コンテ）

1992年
- 姫ちゃんのリボン（1992年 - 1993年、絵コンテ・演出）

1995年
- ナースエンジェルりりかSOS（1995年 - 1996年、絵コンテ・演出）

1996年
- 天空のエスカフローネ（絵コンテ）
- こどものおもちゃ（絵コンテ・演出）
- るろうに剣心 -明治剣客浪漫譚-（絵コンテ・演出）

1999年
- To Heart（絵コンテ）
- 星方天使エンジェルリンクス（絵コンテ）

2000年
- 六門天外モンコレナイト（絵コンテ）

2002年
- 円盤皇女ワるきゅーレ（絵コンテ）
- 星のカービィ（ - 2003年、絵コンテ）

2004年
- Get Ride! アムドライバー（絵コンテ）

2006年
- Fate/stay night（絵コンテ）
- 少年陰陽師（ - 2007年、絵コンテ）

2007年
- 京四郎と永遠の空（絵コンテ）
- 桃華月憚（絵コンテ）
- ひぐらしのなく頃に解（絵コンテ）
- ご愁傷さま二ノ宮くん（絵コンテ）
- デュエル・マスターズ ゼロ（ - 2008年、絵コンテ）

2008年
- 狼と香辛料（絵コンテ）
- 今日からマ王! 第3シリーズ（演出）

2009年
- うみねこのなく頃に（絵コンテ）
- NEEDLESS（絵コンテ）
- 生徒会の一存（絵コンテ）

2010年
- 祝福のカンパネラ（エンディングアニメーション絵コンテ・演出）
- デュエル・マスターズ クロスショック（絵コンテ）
- アマガミSS（絵コンテ）
- 伝説の勇者の伝説（絵コンテ）

2011年
- 最遊記外伝（絵コンテ）

2012年
- ファイ・ブレイン 神のパズル（絵コンテ）
- しろくまカフェ（絵コンテ・演出）
- 恋と選挙とチョコレート（絵コンテ）
- エリアの騎士（絵コンテ）
- デュエル・マスターズ ビクトリーV（2012年 - 2013年、絵コンテ）
- はぐれ勇者の鬼畜美学（絵コンテ）
- 華ヤカ哉、我ガ一族 キネトグラフ（絵コンテ）

2013年
- LINE TOWN（絵コンテ・演出）
- デュエル・マスターズ ビクトリーV3（絵コンテ）

2015年
- WASIMO（絵コンテ・演出）
- ISUCA（絵コンテ）
- レーカン!（絵コンテ）
- ハイスクールD×D BorN（絵コンテ）
- 純情ロマンチカ3（絵コンテ）
- VALKYRIE DRIVE -MERMAID-（絵コンテ）

2016年
- シュヴァルツェスマーケン（絵コンテ）
- 不機嫌なモノノケ庵（絵コンテ・演出・オープニングアニメーション絵コンテ・演出）
- パズドラクロス（絵コンテ）
- はんだくん（絵コンテ）
- バッテリー（絵コンテ）
- 侍霊演武:将星乱（演出）

2017年
- 銀魂.（絵コンテ）
- ロクでなし魔術講師と禁忌教典（絵コンテ）
- sin 七つの大罪（絵コンテ）
- モンカート（2017年 - 2018年、ストーリーボード）

2018年
- ソードガイ The Animation（Webアニメ、絵コンテ）
- LOST SONG（絵コンテ）
- 魔法少女 俺（絵コンテ）
- パズドラ（絵コンテ）
- 音楽少女（絵コンテ）
- ぐらんぶる（絵コンテ）
- ベルゼブブ嬢のお気に召すまま。（絵コンテ）

2019年
- 火ノ丸相撲（絵コンテ）
- ACTORS -Songs Connection-（絵コンテ）

2020年
- 理系が恋に落ちたので証明してみた。（絵コンテ）

2021年
- 弱キャラ友崎くん（絵コンテ）
- キングダム（絵コンテ）

2022年
- VAZZROCK THE ANIMATION（絵コンテ・演出）

2025年
- Sランクモンスターの《ベヒーモス》だけど、猫と間違われてエルフ娘の騎士として暮らしてます（絵コンテ）